# 길항호르몬
길항호르몬(拮抗-, counterregulatory hormone)은 어떤 한 호르몬의 작용과 반대의 작용을 하는 호르몬을 말한다.

## 포도당 길항
인슐린의 작용은 글루카곤, 에피네프린(아드레날린), 노르에피네프린(노르아드레날린), 코르티솔, 성장호르몬에 의해 길항된다. 이러한 인슐린의 길항호르몬들은 인슐린과는 반대로 혈당 수치를 올리기 위해 글리코젠 분해, 포도당신생합성, 케톤생성, 그 외 다양한 이화작용을 촉진한다. 건강한 사람에서 길항호르몬은 저혈당증에 대항하는 주된 기전으로 작용한다. 혈중 포도당이 감소하면 길항호르몬의 농도가 증가한다.
일례로, 운동으로 인해 혈중 포도당 농도가 감소하면 에피네프린, 노르에피네프린, 코르티솔, 성장호르몬 수치가 증가하여 이를 길항한다. 길항호르몬의 혈중 농도가 어느 정도 증가할지는 운동의 강도와 시간에 영향을 받으며, 수축하는 골격근의 포도당 섭취 속도에 비례한다.

## 혈압 길항
비슷하게, 나트륨이뇨펩타이드는 혈압을 증가시키는 호르몬들인 레닌, 안지오텐신, 알도스테론의 작용을 길항한다.

## 생식계 길항
생식계에서 인히빈과 폴리스타틴은 액티빈의 작용을 길항하여 여포자극호르몬과 생식샘의 분비를 조절한다. 인히빈과 액티빈은 뼈의 질량을 조절하는 역할도 한다.